# Samma
Samma – miejscowość w Jordanii, w muhafazie Irbid. W 2015 roku liczyła 15 761 mieszkańców.